# Корралес, Хесреэль
Хесреэль Корралес (исп. Jezreel Corrales; 12 июля 1991, Сан-Мигелито, Панама) — панамский боксёр-профессионал, выступающий во второй полулёгкой весовой категории. Супер-чемпион мира по версии WBA (2016) во втором полулёгком весе.

## Биография
Родился 12 июля 1991 года в городе Сан-Мигелито (Панама).

## Профессиональная карьера
Профессиональную карьеру боксёра начал 13 февраля 2009 года.
27 апреля 2016 года состоялся бой Хесреэля Корралеса со знаменитым японским боксёром Такаси Утияма, победив которого нокаутом во втором раунде, Корралес завоевал титул супер-чемпиона мира по версии WBA.
31 декабря 2016 года был совершен реванш между Корралесом и Утиямой. Хесреэль одержал победу разделенным решением судей, во второй раз победив многолетнего японского чемпиона, тем самым защитив свой чемпионский пояс в первый раз.

## Статистика профессиональных боёв
В таблице перечислены результаты всех поединков боксёров.
В каждой строке указан результат поединка. Дополнительно номер поединка обозначен цветом, который обозначает итог поединка. Расшифровка обозначений и цветов представлена в нижеследующей таблице.
| Пример | Расшифровка                     |
| ------ | ------------------------------- |
|        | Победа                          |
|        | Ничья                           |
|        | Поражение                       |
|        | Планируемый поединок            |
|        | Поединок признан несостоявшимся |
| КО     | Нокаут                          |
| ТКО    | Технический нокаут              |
| PTS    | Решение судей (по очкам)        |
| UD     | Единогласное решение судей      |
| MD     | Решение большинства судей       |
| SD     | Раздельное решение судей        |
| RTD    | Отказ от продолжения боя        |
| DQ     | Дисквалификация                 |
| NC     | Поединок признан несостоявшимся |

| Бой | Дата            | Соперник                       | Место проведения                          | Раундов         | Примечание |
| --- | --------------- | ------------------------------ | ----------------------------------------- | --------------- | --- |
| 29  | 4 февраля 2023  | Альберт Батыргазиев (7-0)      | Дворец спорта «Надежда», Серпухов, Россия | TKO 9 (10)      | |
| 28  | 18 января 2020  | Крис Колберт (13-0)            | Филадельфия, Пенсильвания, США            | UD (12)         | Счёт: 111-116, 110-117, 110-117. Бой за титул временного чемпиона мира по версии WBA во 2-м полулёгком весе. Корралес в нокдауне в 10-м раунде. |
| 27  | 27 июля 2019    | Ладарий Миллер (19-1)          | Балтимор, Мэриленд, США                   | SD (10)         | Счёт: 96-93, 93-96, 94-95. С Корралеса снято очко за удерживание в 10-м раунде.                                                                 |
| 26  | 30 апреля 2019  | Оналви Сьерра (27-8-1)         | Панама, Панама                            | KO 2 (8), 1:00  | |
| 25  | 21 октября 2017 | Альберто Мачадо (18-0)         | Верона, Нью-Йорк, США                     | KO 8 (12), 2:18 | Бой за вакантный титул чемпиона мира по версии WBA во 2-м полулёгком весе. Пояс на кону только для Мачадо так как Корралес не сделал вес.       |
| 24  | 15 июля 2017    | Робинсон Кастелланос (24-12)   | Форум, Инглвуд, Калифорния, США           | TD10 (12), 0:31 | Защитил титул чемпиона мира по версии WBA super во 2-м полулёгком весе (2-я защита Корралеса).                                                  |
| 23  | 31 декабря 2016 | Такаси Утияма (24-1-1)         | Токио, Япония                             | SD (12)         | Защитил титул чемпиона мира по версии WBA super во 2-м полулёгком весе (1-я защита Корралеса).                                                  |
| 22  | 27 апреля 2016  | Такаси Утияма (24-0-1)         | Токио, Япония                             | KO 2 (12), 2:59 | Завоевал титул чемпиона мира по версии WBA super во 2-м полулёгком весе.                                                                        |
| 21  | 17 декабря 2015 | Хуан Антонио Родригес (28-5-0) | Панама-Сити, Панама                       | RTD 11 (12)     | Завоевал титул временного чемпиона мира по версии WBA во 2-м полулёгком весе.                                                                   |